# یو هوی
یو هوی (انگلیسی: Yu Hui؛ زادهٔ ۳۱ مارس ۱۹۸۰) کماندار اهل چین بود. وی در بازی‌های المپیک تابستانی ۲۰۰۰ شرکت کرده‌است.
وی در مسابقات کشوری و بین‌المللی در مجموع برندهٔ ۲ مدال نقره، ۱ مدال برنز شده‌است.